# Rambler News Service
Rambler News Service (сокр. RNS) — российское информационное агентство, существовавшее с ноября 2015 по декабрь 2020 года. Специализировалось на новостях экономики, российских и мировых корпоративных событиях.

## История
О планах запустить новостное агентство Rambler&Co объявил заранее, в апреле 2015. В компании тогда объясняли, что в Рунете существует «дефицит качественной и оперативной деловой информации», который должно восполнить новое агентство.
Начало работы — ноябрь 2015 года.

По данным на январь 2016 г. занимает 5-е место по индексу цитируемости Медиалогии среди информационных агентств России.
«Уже на старте агентство RNS получает многомиллионную аудиторию нашего холдинга, поскольку планируется синергия с другими медийными проектами компании Rambler&Co, в том числе, с такими, как Gazeta.ru и Lenta.ru», — рассказал Сергей Яковлев, управляющий директор Rambler News Service.
Менее чем за 3 месяца работы RNS достигло показателя в 5,86 млн уникальных посетителей в месяц по данным «Яндекс. Метрики» за январь 2016 года.
На сайте информационного агентства Rambler News Service представлены 13 новостных лент, сформированных по отраслевому принципу: Экономика, Финансы, ТЭК, Интернет, Промышленность, Потребительские рынки, IT и MEDIA, Транспорт, ВПК, Бренды, Индустрия рекламы, Наука, Экономика спорта.
В декабре 2020 года Rambler News Service прекратил работу. В том же месяце генеральный директор Rambler & Co Максим Тадевосян сообщал о планах преобразования агентства в новый формат.

## Собственники
До августа 2019 года агентство полностью принадлежало Rambler Group. В августе 2019 была закрыта сделка по покупке Сбербанком 46,52 % в материнской компании. Так как на тот момент юридическим лицам нерезидентам принадлежало 45,04 % акций банка, то косвенная доля их владения в RNS превышала установленный российским законодательством лимит в 20 %, поэтому основной акционер Rambler Group Александр Мамут сохранил 80 % долю в входивших в холдинг СМИ.